# 科技型中小企业技术创新基金
科技型中小企业技术创新基金，简称创新基金，是中华人民共和国第一个用于支持科技型中小企业技术创新的政府专项基金，1999年5月，中国政府在反思亚洲金融危机并借鉴发达国家先进经验后，由中国国务院批准建立的。创新基金以资助初创期和成长初期企业的技术创新产品开发为切入点，帮助中小企业迈过创新发展的初创期，缓解了科技型中小企业融资难问题，催生了新兴产业和高新技术产业的快速成长，为调整产业结构、转变经济发展方式，为实现经济社会发展作出了重要贡献。